# Ogʻoch Sardoba
 (décembre 2023).
 (décembre 2023).
Le monument Ogʻoch Sardoba (en ouzbek : Ogʻoch Sardoba, prononcé [oʁotʃ sɑrdobɑ] ; autres noms : Yogʻochli Sardoba, Khudoysera Sardoba) est un monument historique situé dans le village de Gumbaz, dans le district de Sardoba, dans la région de Syr-Daria en Ouzbékistan. Il se trouve à proximité de l'autoroute M39 qui relie les villes de Tachkent, Samarcande et Boukhara. Il s'agit d'un type ancien de réservoir d'eau construit en Asie centrale pour stocker de l'eau destinée aux voyageurs et aux caravanes. Il est l'un des trois sardobas qui existaient à Mirzachul et le seul de son genre dans la région.
Og'och Sardoba était également connu sous le nom de Khudoysera au Moyen Âge.
Le Sardoba a été construit au XVIe siècle, pendant le règne du dirigeant ouzbek Abdulla Khan (1557-1598). Cependant, une légende raconte qu'il aurait été construit à l'époque d'Amir Timur (1370-1405).
Le monument historique est inclus dans le registre national du patrimoine culturel immobilier de l'Ouzbékistan et bénéficie d'une protection étatique. Il est également l'un des quatre sites d'écotourisme de la région de Syr-Daria.
Le niveau d'eau dans le réservoir est devenu inadapté à la consommation en raison de la montée des eaux salines autour du sardoba.

## Étymologie
Le mot « sardoba » vient du persan et signifie « eau froide ». Og'och Sardoba était également connu sous le nom de Khudoysera au Moyen Âge. Dans le registre national du patrimoine culturel immobilier de l'Ouzbékistan, il est désigné sous le nom d'Ogʻoch.

## Emplacement
Il y a 44 sardobas en Ouzbékistan et dans ses environs, dont 29 se trouvent dans la steppe de Karshi, 3 à Mirzachul, 3 le long de l'ancienne route commerciale entre Tachkent et Ferghana, et un à Malikchul près de Karmana.
Dans l'histoire, plusieurs routes de caravanes passaient par Mirzachul. Og'och Sardoba est situé près de l'une de ces routes, à 30 km au sud de Mirzasardoba et à 35 km au nord de Jizzakh. Actuellement, cet endroit fait partie du territoire du village de Gumbaz, dans le district de Sardoba, dans la région de Syr-Daria en Ouzbékistan.
Selon les chercheurs, la construction des sardobas à Mirzachul est liée aux activités de construction d'Amir Timur et d'Abdulla Khan.

## Histoire

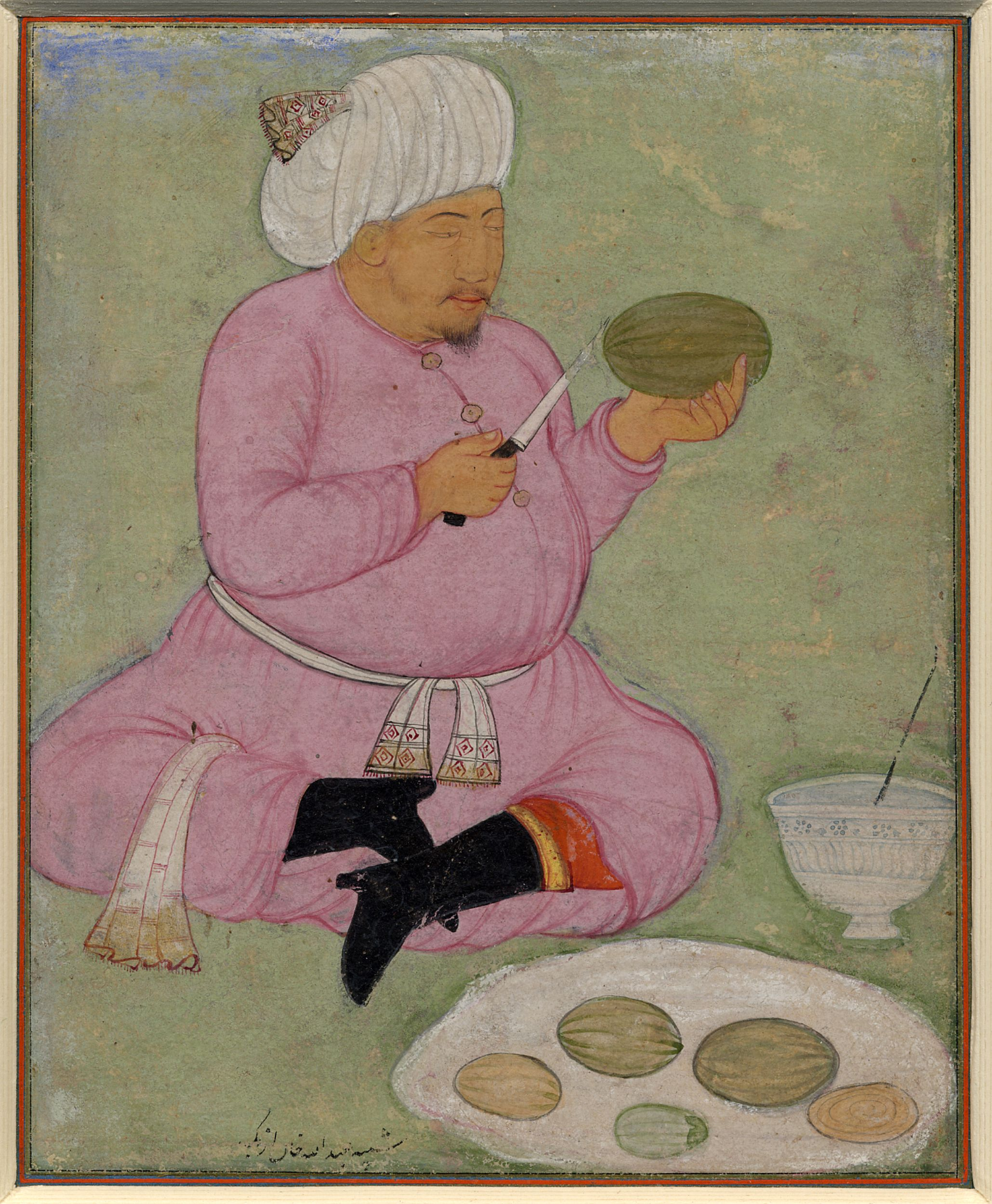
Souverain ouzbek Abdullaxon II (1583-1598)

La première information sur Og'och Sardoba se trouve dans l'œuvre « Abdullanoma » de Hafiz Tanish al-Bukhari. Selon lui, le Khan ouzbek Abdulla Khan (1557-1598) « s'est arrêté dans cette région pour creuser un canal lors de sa campagne militaire vers Tachkent et a ordonné la construction d'une caravansérail et d'un sardoba pour ses soldats qui souffraient de soif ».
Og'och Sardoba a été construit dans la seconde moitié du XVIe siècle (en 1580 ou entre 1585 et 1590). On estime que ses briques ont été cuites à Samarkand ou sur le territoire de l'actuel district de Gallaorol, puis transportées ici.
L'eau autour du sardoba était fournie par des canaux artificiels. Des conduites spéciales plates étaient installées pour permettre à l'eau d'entrer dans le sardoba, et elles étaient reliées par des conduites circulaires.
Il y avait deux réservoirs intérieurs. Ces réservoirs étaient équipés de puits et étaient constamment remplis d'eau froide. Ultérieurement, l'un des réservoirs a été fermé et il ne reste plus qu'un seul réservoir. Le réservoir du sardoba a été vidé et une piscine ouverte a été construite devant afin de prévenir les dégâts causés par l'eau sur le monument. La neige et l'eau de pluie provenant des environs étaient d'abord collectées dans la piscine, puis l'eau propre s'écoulait dans le sardoba. La piscine était entourée de murs d'argile pour empêcher le bétail d'y pénétrer et de la polluer.
Selon les historiens du XXe siècle, il y avait en effet des jardins et des vignobles à proximité de la caravansérail, ainsi que du sardoba. Selon les historiens du XIXe siècle, il existait une salle spéciale pour les gardiens et les gardes au sommet du passage unique à l'entrée du sardoba. On y accédait par un escalier en bois situé à l'extérieur du monument.
Pendant la période soviétique, un puits a été effectivement creusé à l'intérieur du sardoba par des « Européens ». Les parois de ce puits étaient recouvertes de bois.
Après l'indépendance de l'Ouzbékistan, Og'och Sardoba a fait l'objet de plusieurs travaux de restauration. En 2001, les environs du monument historique ont été entièrement clôturés, des fenêtres en bois ont été installées à l'avant, une porte a été installée à l'entrée et les chemins ont été pavés de pierres plates autour du monument historique.
Une porte en métal a été installée sur le porche du monument historique, et l'intérieur a été entièrement rénové avec l'installation de lumières spéciales. Des arbres et des fleurs ont été plantés autour du sardoba. Cependant, plus tard, la reconstruction a été interrompue.
En 2019, le sardoba est tombé en ruine et est devenu dans un état misérable. Les environs du monument étaient recouverts de barres de fer, et sa porte était attachée avec un chiffon. La zone environnante était remplie de déchets, et la construction de deux bâtiments à proximité n'était pas achevée. Il n'y avait pratiquement aucune infrastructure pour les touristes dans la zone où se trouvait Og'och Sardoba. Le sardoba a été inclus dans le registre national du patrimoine culturel immobilier de l'Ouzbékistan approuvé en 2019 et a été placé sous la protection de l'État.
Selon le contenu de la résolution adoptée par le Conseil des députés du peuple du district de Sardoba en 2021, plusieurs responsables du district ont reçu pour mission de développer et d'approuver des mesures spécifiques visant à inclure le monument historique dans l'itinéraire touristique et à garantir sa mise en œuvre lors de la prochaine session. En d'autres termes, ils devaient présenter des propositions organisationnelles et pratiques lors de la prochaine session.

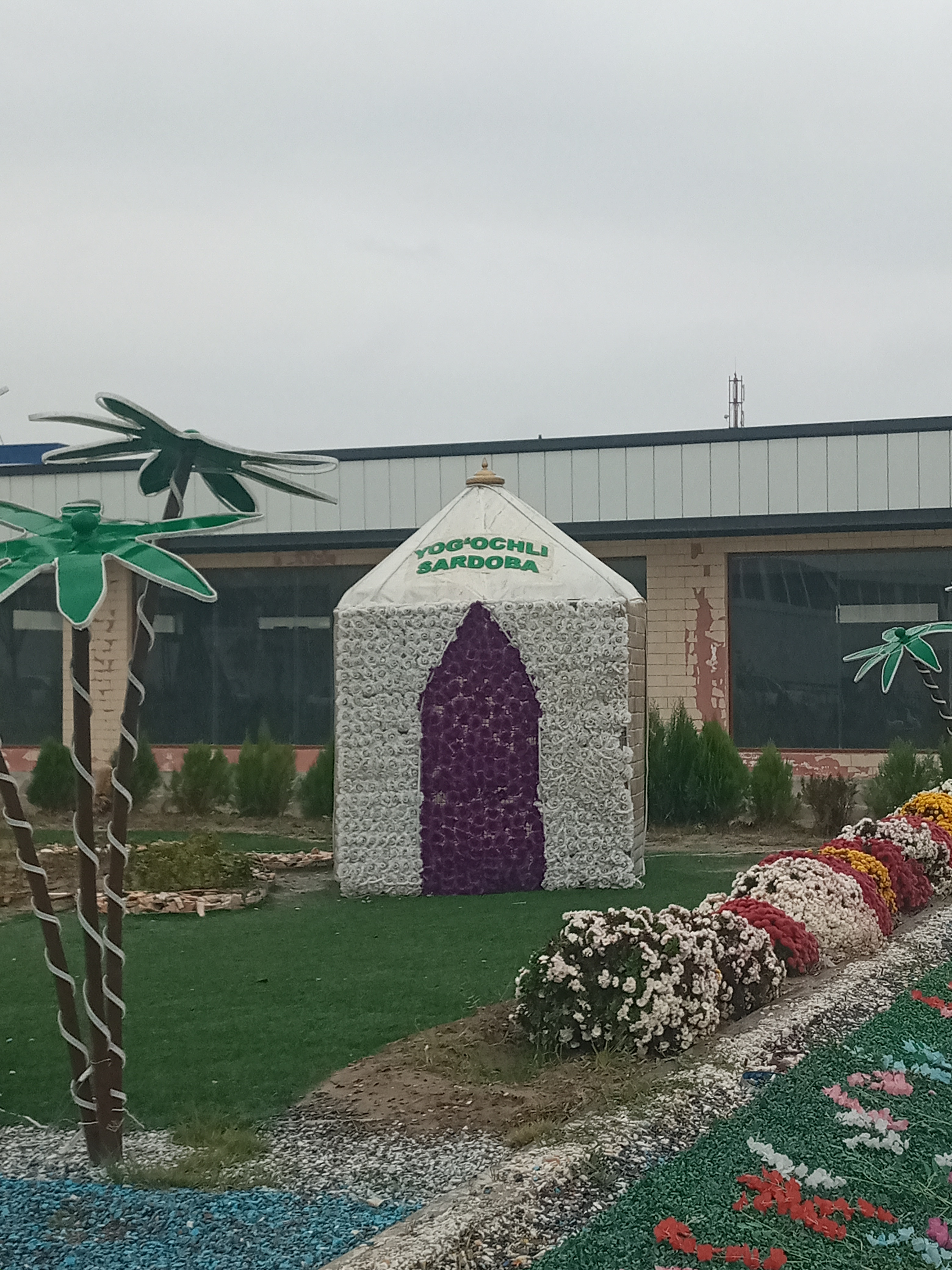
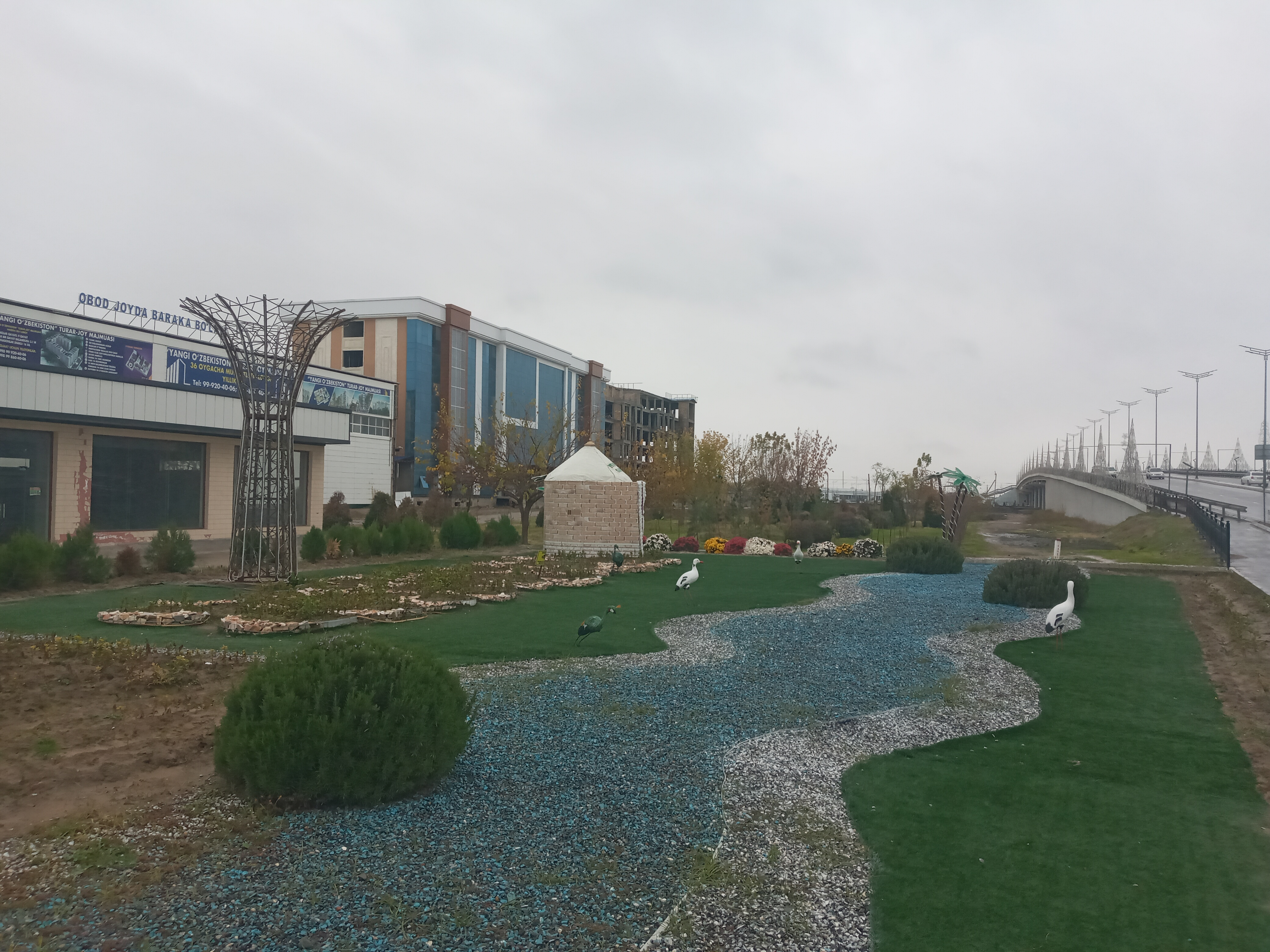
La réplique de l'Og'och Sardoba dans la ville de Goulistan
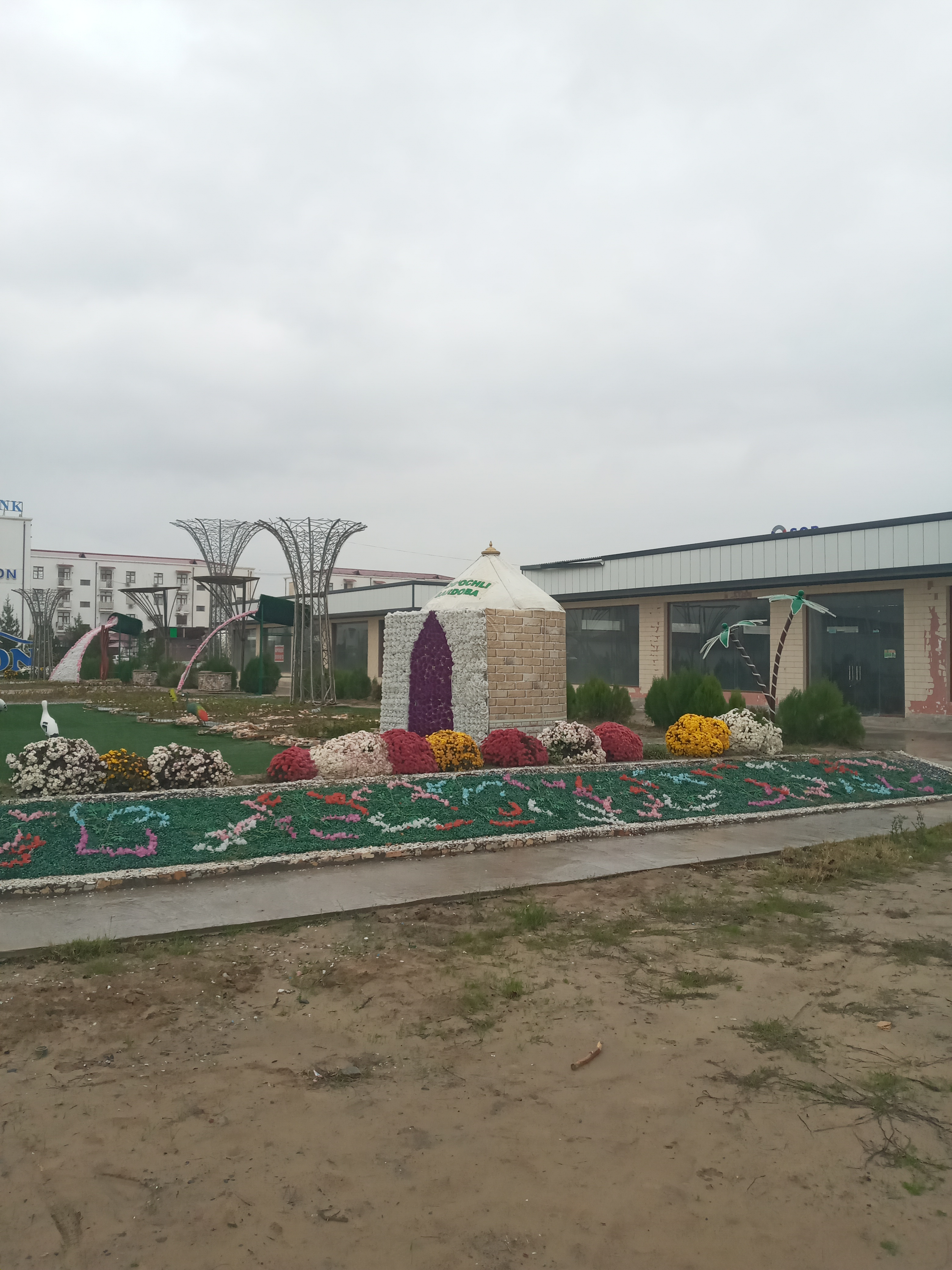

En raison de la montée des eaux salines autour du monument historique d'Og'och Sardoba, l'eau dans le réservoir est devenue impropre à la consommation. Le monument est maintenant l'un des quatre sites d'écotourisme de la région de Syr-Daria.

## Architecture
Les côtés du monument historique d'Og'och Sardoba mesurent 75 mètres carrés, ce qui donne une superficie totale de 5625 mètres carrés. Deux côtés et la partie arrière sont clôturés avec des murs en béton d'une hauteur de 3 mètres, tandis que la partie avant est clôturée avec des murs en bois décorés.
Le monument historique d'Og'och Sardoba est situé au centre de la zone clôturée. Il est construit sous une forme circulaire avec un diamètre de 27 mètres et une hauteur de 8 mètres. Dans la partie avant, il comporte également un porche d'une longueur de 5 mètres et d'une hauteur de 3 mètres.
L'entrée du sardoba se trouve au nord du monument. La porte d'entrée a une largeur de 3 mètres et une hauteur de 2,8 mètres. L'entrée est voûtée et à partir de là, des escaliers en bois mènent à l'intérieur du sardoba.

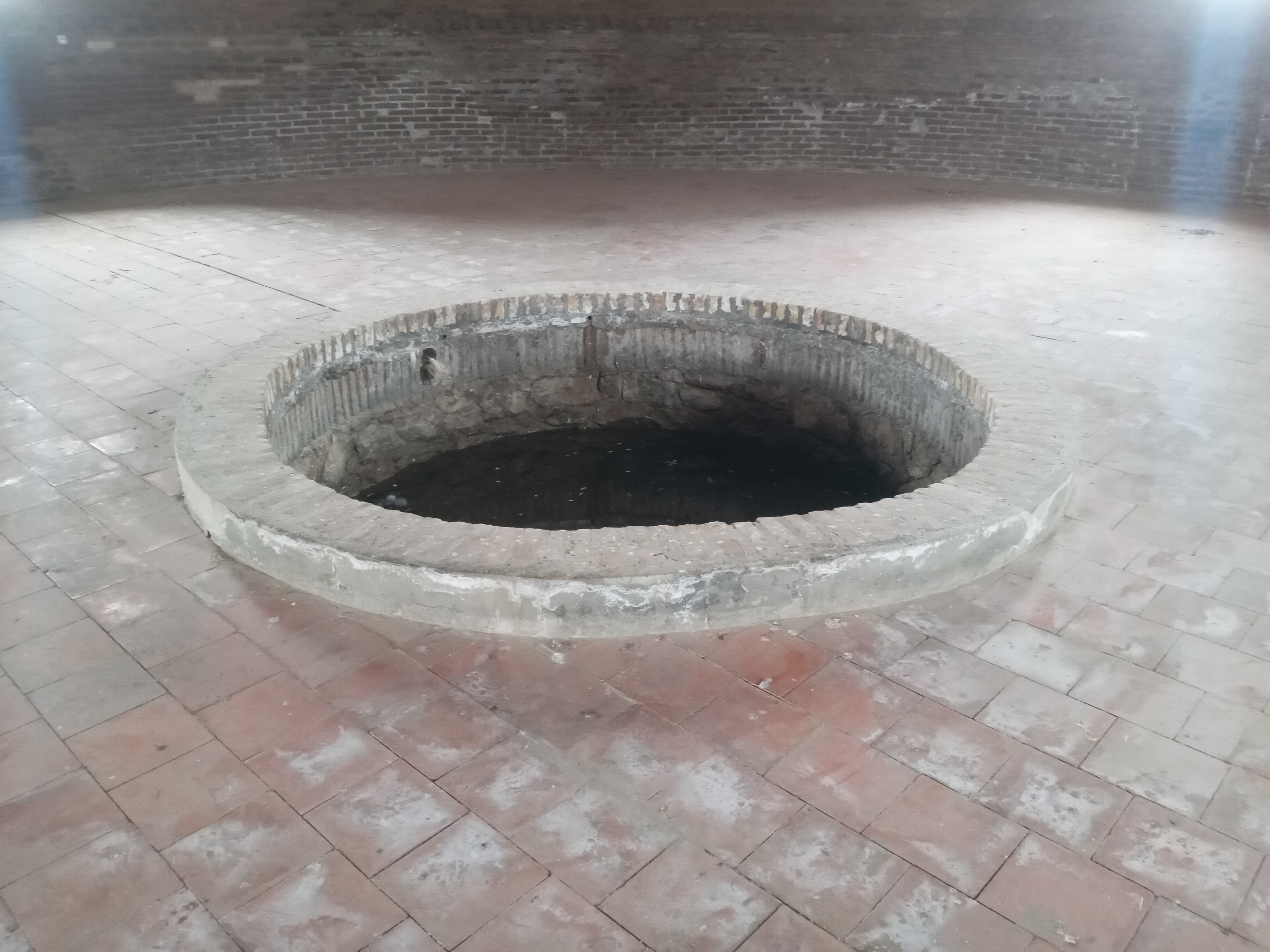
Piscine à l'intérieur de Yo'gochli sardoba

Au centre de la partie intérieure du monument historique d'Og'och Sardoba se trouvait un réservoir. Sa profondeur était de 10 à 15 mètres et son diamètre était de 12 à 16 mètres. À sa place, un puits creusé au XXe siècle a été préservé. Les parois de ce puits étaient recouvertes de bois.
Les briques du monument sont de forme carrée, avec une épaisseur de 5 à 5,5 centimètres et une surface de 25, 26 et 27 centimètres carrés pour les briques cuites. L'épaisseur du mur est de 1,5 mètre à la base, et il se rétrécit progressivement pour devenir d'une épaisseur d'une brique au sommet. Le diamètre intérieur du dôme du monument est de 15 mètres, et sa hauteur est de 12 mètres. Sur trois côtés du dôme, à 2 mètres au-dessus du sol, se trouvent plusieurs fenêtres ou trous de ventilation voûtés, ainsi qu'une flèche au sommet. La flèche et les fenêtres permettent de rafraîchir l'air et de maintenir l'intérieur du monument propre et frais.

## Légende liée à sa construction
Selon une légende, Og'och Sardoba aurait été construit sur ordre d'Amir Timour, et les matériaux de construction nécessaires, tels que les briques, auraient été apportés de Samarkand par les habitants des environs. Le réservoir du sardoba aurait été rempli sur ordre d'Amir Timur, avec l'aide du canal d'O'rinboyariq qui prélevait de l'eau du Syr-Daria.

## Galerie

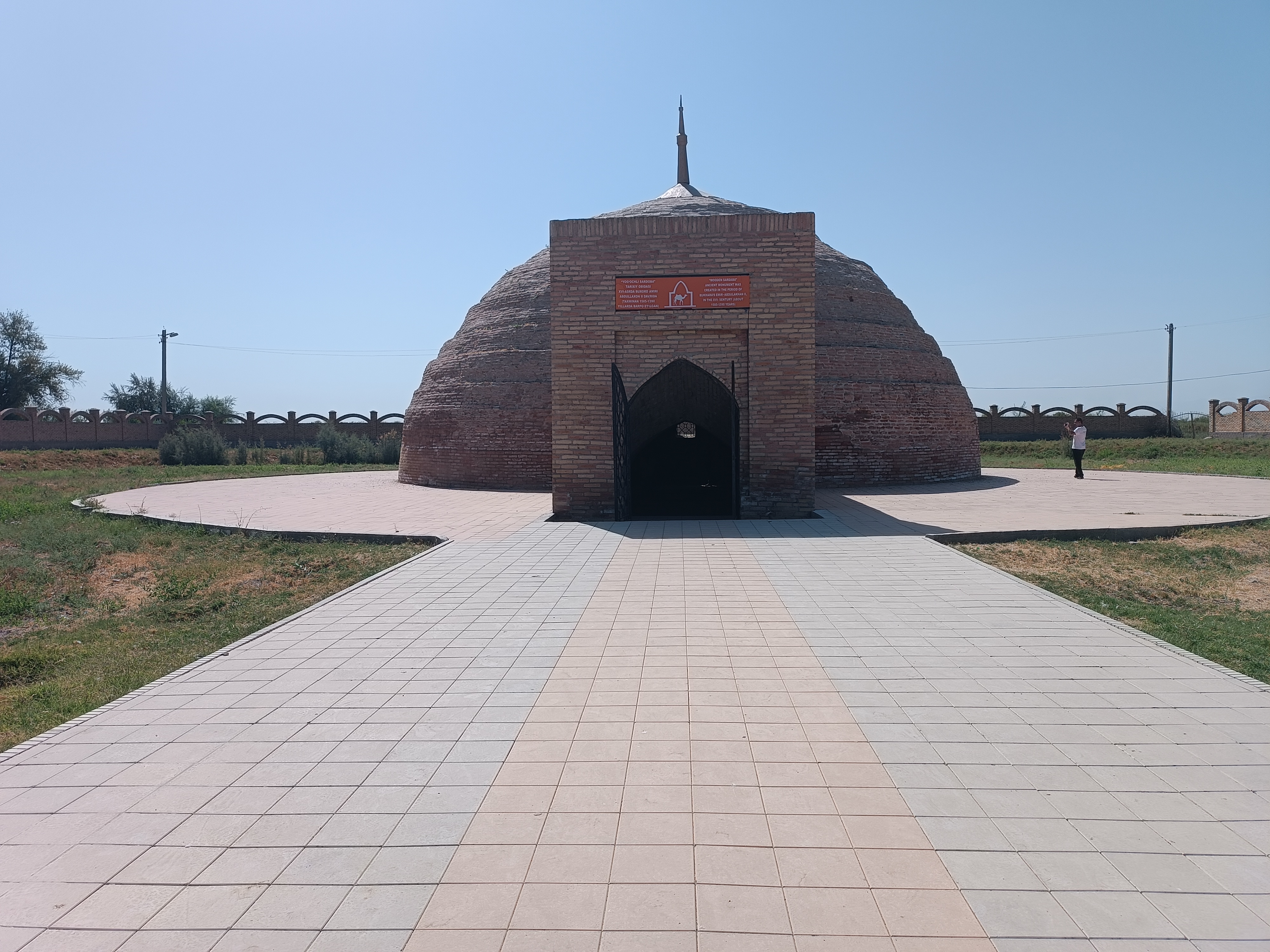
Og'och Sardoba (2023)
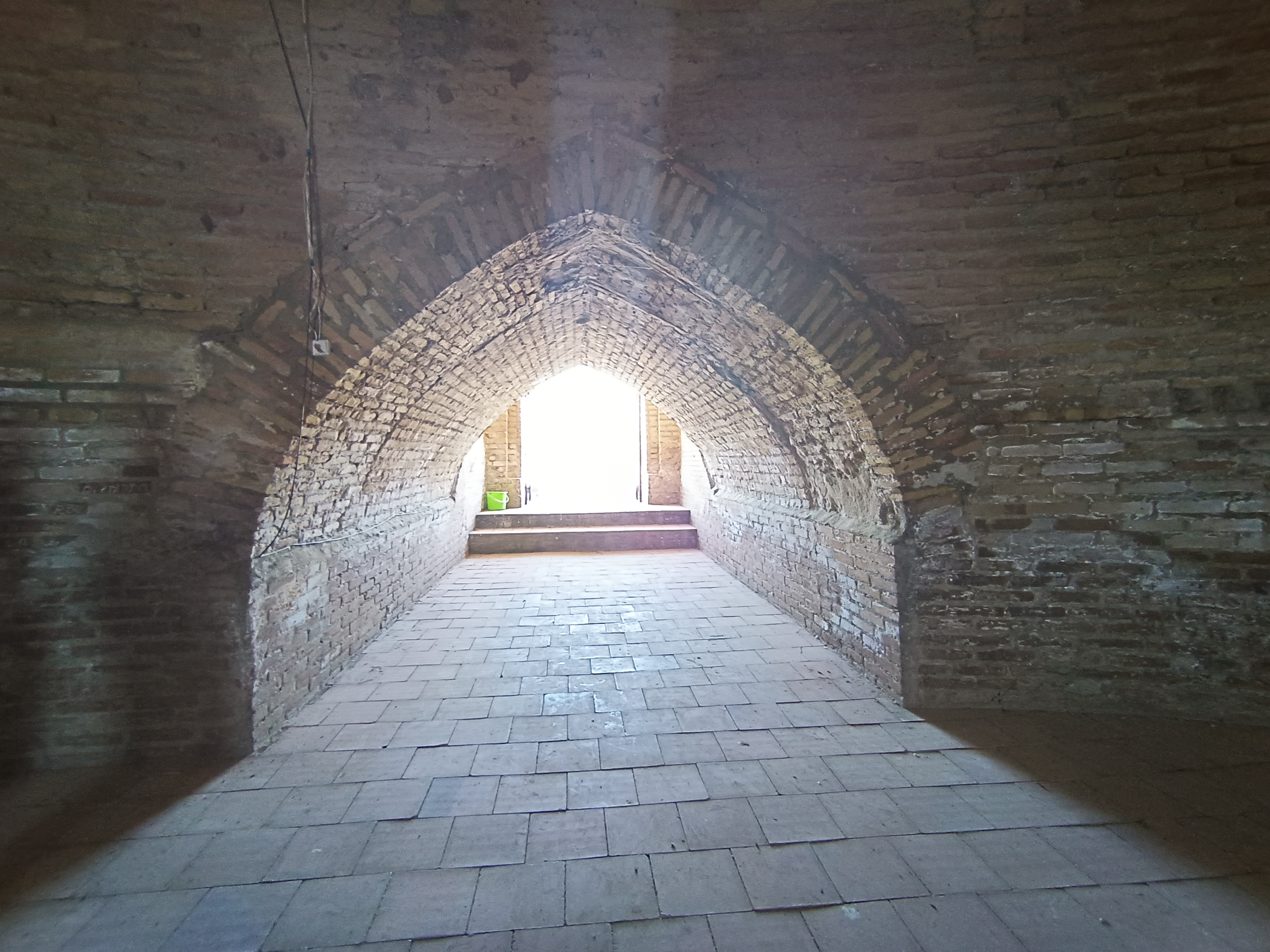
Og'och Sardoba (vue intérieure, 2023)